# Kism
Kism är en administrativ enhet i Egypten, en nivå lägre än guvernement.
Egyptens guvernement är uppdelade i administrativa enheter som kallas markas och kism, där kismerna avser mestadels större städer och markas mer distriktliknande områden. Vissa städer består av två eller fler kismer. En kism är i sin tur uppdelad i flera mindre enheter.
Kismer handlar nästan alltid om gränsdragningar för större städer, men undantag finns i guvernementen al-Bahr al-Ahmar och Sina al-Janubiyya vars kismer är normala distrikt (ungefär som markas) och ej städer.